# Lucas Moraes
Pas d'image ? Cliquez ici
Lucas Moraes, né le 12 décembre 1989, est un pilote brésilien de rallye-raid. 

## Biographie
Il remporte deux fois la Mitsubishi Cup, trois fois le championnat brésilien, et s'offre, pour son premier Dakar, la troisième marche du podium.

## Palmarès
- Il remporte les éditions 2019 et 2022 du Rallye dos Sertões.

### Résultats au Rallye Dakar
| Année | Catégorie | Marque | Position | Victoires d'étapes | Copilote        |
| ----- | --------- | ------ | -------- | ------------------ | --------------- |
| 2023  | Auto      | Toyota | 3e       | -                  | Timo Gottschalk |
| 2024  | Auto      | Toyota | 9e       | 1                  | Armand Monleón  |
| 2025  | Auto      | Toyota | 15e      | 2                  | Armand Monleón  |